# Josette Day
Josette Dagory, dite Josette Day, est une actrice française, née le 31 juillet 1914 à Paris et morte le 27 juin 1978 dans la même ville.

## Biographie
Josette Day commence sa carrière d'actrice de cinéma en 1919, à l'âge de 5 ans, avec le cinéma muet tout en suivant, à partir de l'âge de 9 ans, une formation de petit rat à l'opéra de Paris.
Elle tourne de nombreux films au cours des années 1930. Au cours d'un tournage, vers 1932, Josette Day rencontre Paul Morand ; leur liaison dure plusieurs années, semée de mutuelles infidélités. Day dira : « à part les quatre années de l'occupation, nous n'avons jamais cessé de nous voir plusieurs fois par an, jusqu'à sa mort ».
En janvier 1939, elle rencontre Marcel Pagnol et devient sa compagne, jusqu'en 1944. Elle tourne avec lui, qui est alors patron de ses propres studios de cinéma, producteur et réalisateur, Monsieur Brotonneau, La Fille du puisatier avec Raimu et Fernandel, La Prière aux étoiles (film inachevé), Arlette et l'Amour, etc.
En 1942, Marcel Pagnol revend ses studios à Gaumont, mais il reste directeur de production, et se reconvertit dans la culture des œillets à La Gaude entre Grasse et Nice jusqu'au début 1944, moment de leur séparation.
En 1946, elle joue son rôle le plus connu, la Belle, dans La Belle et la Bête de Jean Cocteau et René Clément avec Jean Marais.
En 1949, elle interprète le rôle de Juliette, aux côtés de Jean Marais (Roméo) dans une réalisation radiophonique de Léon Ruth, d'après l'adaptation de Jean Cocteau du drame shakespearien Roméo et Juliette.
Elle arrête sa carrière d'actrice en 1950 à l'âge de 36 ans pour se marier avec un riche homme d'affaires belge, Maurice Solvay, et se consacre à des œuvres de bienfaisance.

Le 23 avril 1974, Paul Morand relate les obsèques de Marcel Pagnol dans son journal : 

« Avant-hier, la place Victor-Hugo déserte, le corbillard au centre, tout l'Institut. J'étais à côté de Palewski, derrière Leprince-Ringuet. Josette Solvay qui, après moi, a appartenu 10 ans à Pagnol. »

### Fin de vie et mort
Veuve, alcoolique, elle meurt à Paris le 27 juin 1978, à l'âge de 63 ans. Elle est incinérée au crématorium du cimetière du Père-Lachaise.

## Filmographie

### Cinéma
- 1919 : Âmes d'Orient de Léon Poirier
- 1921 : La Pocharde d'Henri Étiévant
- 1931 : Serments d'Henri Fescourt : Mindka
- 1931 : Un bouquet de flirt - court métrage - de Charles de Rochefort
- 1931 : Trois cœurs qui s'enflamment - court métrage - de Charles de Rochefort
- 1932 : Le Champion du régiment d'Henry Wulschleger : Josette
- 1932 : Léon... tout court moyen métrage de Joe Francis : la secrétaire d'Oeil-de-Lynx
- 1932 : Allô Berlin ? Ici Paris ! de Julien Duvivier : Lily
- 1933 : Miss Helyett de Hubert Bourlon et Jean Kemm : Miss Helyett
- 1933 : Le Coucher de la mariée de Roger Lion : Raymonde
- 1933 : C'était un musicien de Fred Zelnik et Maurice Gleize : Lili Vandernyff
- 1933 : Les Aventures du roi Pausole d'Alexis Granowsky
- 1933 : Die Abenteuer des Königs Pausole ou König Pausole, version autrichienne du film précédent d'Alexis Granowsky
- 1933 : The Merry Monarch - version anglaise du film précédent d'Alexis Granowsky
- 1933 : Le Barbier de Séville d'Hubert Bourlon et Jean Kemm
- 1933 : Colomba de Jacques Séverac : Miss Lydia
- 1933 : Coralie et Compagnie d'Alberto Cavalcanti : Lulu
- 1934 : Antonia, romance hongroise de Max Neufeld et Jean Boyer : Piri
- 1934 : L'Aristo d'André Berthomieu : la fille
- 1934 : Aux portes de Paris de Charles Barrois : Marthe
- 1934 : Les Filles de la concierge de Jacques Tourneur : Suzanne
- 1934 : Mam'zelle Spahi de Max de Vaucorbeil : Nicole
- 1934 : N'aimer que toi d'André Berthomieu : Denise
- 1935 : Bibi-la-Purée de Léo Joannon : Jacqueline
- 1935 : Une fille à papa de René Guissart : Colette
- 1935 : Jeunesse d'abord de Jean Stelli et Claude Heymann : Simone Dertal
- 1935 : Lucrèce Borgia d'Abel Gance : Sancia
- 1935 : Son Excellence Antonin de Carlo Felice Tavano : Betty
- 1935 : La Sonnette d'alarme de Christian-Jaque : Geneviève
- 1936 : Club de femmes de Jacques Deval : Juliette
- 1936 : La Flamme de André Berthomieu : Hélène de Luyze
- 1936 : L'Homme du jour de Julien Duvivier : Suzanne Petit
- 1936 : Ménilmontant de René Guissart : Julie
- 1936 : Messieurs les-ronds-de-cuir d'Yves Mirande : Mme Chavarax
- 1937 : L'homme du jour : Suzanne petite* 1937 : Monsieur Bégonia d'André Hugon : Marguerite
- 1937 : Sœurs d'armes de Léon Poirier : Léonie Vanhoutte
- 1938 : Accord final d'Ignacy Rosenkranz : Suzanne Fabre
- 1938 : Le Patriote de Maurice Tourneur : Nadia
- 1938 : Éducation de prince d'Alexander Esway : Marianne Honorat
- 1939 : Les Cinq Sous de Lavarède de Maurice Cammage : Miss Aurett Murlington
- 1939 : Monsieur Brotonneau d'Alexander Esway : Louise
- 1940 : La Fille du puisatier de Marcel Pagnol : Patricia Amoretti
- 1941 : La Prière aux étoiles de Marcel Pagnol - Film resté inachevé : Florence Richaud
- 1942 : La Croisée des chemins d'André Berthomieu : Laurence Chassal
- 1943 : Arlette et l'Amour de Robert Vernay : Arlette Milloix
- 1946 : La Belle et la Bête de Jean Cocteau : Belle
- 1947 : La Révoltée de Marcel l'Herbier : Françoise Darbel
- 1948 : Les Parents terribles de Jean Cocteau : Madeleine
- 1949 : Suzanne et son marin (Four days leave / Swiss Tour) de Leopold Lindtberg : Suzanne
- 1950 : Coriolan - court métrage, inédit - de Jean Cocteau
- 1951 : L'Amour, Madame de Gilles Grangier - Simplement une apparition

## Audio
- 1947 : Les Enfants terribles, adaptation radiophonique de Maurice Cazeneuve d'après le roman éponyme de Jean Cocteau : Agathe avec Jean Marais (Paul), Silvia Monfort (Élisabeth)[7]
- 1949 : Roméo et Juliette de William Shakespeare, adaptation libre de Jean Cocteau, réalisation radiophonique de Léon Ruth - Juliette avec Jean Marais (Roméo) - 1re diffusion : 27/09/1949 sur la Chaîne Nationale[8]